# Campeonato Paulista de Futebol Feminino de 2014
O Campeonato Paulista de Futebol Feminino de 2014 foi a 22.ª edição do campeonato de futebol feminino organizado pela Federação Paulista de Futebol (FPF). Foi disputado entre 19 de abril e 6 de setembro e reuniu 12 equipes.

## Fórmula de disputa
- Primeira fase: 14 Datas. Os clubes formarão 2 Grupos com 6 participantes, regionalizados e jogarão entre si, em turno e returno, classificando-se para a segunda fase os 4 melhores de cada grupo.

- Segunda fase:  2 Datas. Os 8 clubes classificados formarão 4 grupos de 2 e jogarão entre si, em turno e returno. Classificando-se para a terceira fase o melhor colocado de cada grupo.

- Terceira fase: 2 Datas. Os 4 clubes classificados formarão 2 grupos de 2 e jogarão entre si, em turno e returno. Classificando-se para a quarta fase o melhor colocado de cada grupo.

- Quarta fase: 2 Datas. Os 2 clubes classificados jogarão entre si, em turno e returno, para definição de campeão e vice-campeão.

### Critérios de desempate
O desempate entre duas ou mais equipes na primeira fase seguiu a ordem definida abaixo:
1. Número de vitórias
2. Saldo de gols
3. Gols marcados
4. Menor número de cartões vermelhos recebidos
5. Menor número de cartões amarelos recebidos
6. Sorteio

## Participantes
| Equipe                   | Cidade                | Estádio                              | Capacidade |
| ------------------------ | --------------------- | ------------------------------------ | ---------- |
| ABD - Botucatu           | Botucatu              | Dr. Acrísio Paes Cruz                | 4.500      |
| América de São Manuel FC | São Manuel            | Dr. Adhemar de Barros                | 2.000      |
| AD Centro Olímpico       | São Paulo             | Distrital da Vila Guarani            | 1.500      |
| A Ferroviária E          | Araraquara            | Arena da Fonte Luminosa              | 20.950     |
| AA Francana              | Franca                | Lanchão                              | 14.686     |
| Paulista FC              | Jundiaí               | Centro Esportivo Francisco Dal Santo | 250        |
| A Portuguesa D           | São Paulo             | CT Portuguesa                        | 150        |
| Rio Preto EC             | São José do Rio Preto | Anísio Haddad                        | 14.126     |
| São Bernardo FC          | São Bernardo do Campo | Baetão                               | 8.000      |
| São José EC              | São José dos Campos   | Joe Sanchez                          | 850        |
| EC Taubaté               | Taubaté               | Joaquim de Morais Filho (Joaquinzão) | 9.600      |
| EC XV de Piracicaba      | Piracicaba            | Barão de Serra Negra                 | 18.000     |